# Lyle Bettger
Lyle Stathem Bettger (* 13. Februar 1915 in Philadelphia, Pennsylvania, Vereinigte Staaten; † 24. September 2003 in Atascadero, Kalifornien) war ein US-amerikanischer Charakter-Schauspieler mit Rollen hartgesottener, geradliniger Typen aber auch grimmiger Schurken.

## Leben
Der Sohn des Sachbuchautoren (so genannte Selbsthilfeliteratur) Frank Bettger erhielt seine künstlerische Ausbildung an der American Academy of Dramatic Arts in New York und debütierte 1936 am dortigen Biltmore Theatre in dem Stück Brother Rat. Es folgten Ende der 1930er Jahre Theaterrollen an Sommerbühnen sowie solche die ihn an und Off-Broadway führten: Dance Night (1938), The Flying Gerards (1940), The Moon is Down (1942), All for All (1943), Oh, Herbert! (1945) und John Loves Mary (1947). Mit den Stücken Brother Rat und The Man Who Came to Dinner ging Bettger auch auf Tournee.
1949 wurde Lyle Bettger nach Hollywood geholt, und man gab ihn einen Filmvertrag. Dort spielte er, vor allem in Western der 1950er und 1960er Jahre, oftmals hartleibige Rancher und Vertreter des Gesetzes aber auch toughe, erbarmungslose Schurken im Sattel. Seine erste starke Negativfigur war sein jähzorniger, eifersüchtiger, deutscher Elefantenführer Klaus (in der deutschen Fassung entdeutschte man ihn zu „Carlo“) in Cecil B. DeMilles Großproduktion Die größte Schau der Welt. 1955 sah Bettger als ebenso linientreuen wie skrupellosen Nazi-Seeoffizier Körner, der in dem John-Wayne-Film Der Seefuchs mehrere Seeleute einer Versorgungsstation grundlos niederschießt. Seit demselben Jahr wirkte Lyle Bettger auch in einer Fülle von einzelnen Folgen beliebter Fernsehserien mit, darunter Bonanza, Rauchende Colts, Am Fuß der blauen Berge und zuletzt Hawaii Fünf-Null. 1980 zog sich Bettger 65-jährig von der Schauspielarbeit ins Privatleben zurück.
Bettger war mit der Schauspielerin Mary Rolfe verheiratet, das Paar hatte drei Kinder.

## Filmografie (Auswahl)
in Kinoproduktionen, wenn nicht anders angegeben
- 1950: Entgleist (No Man of Her Own)
- 1950: Menschen ohne Seele (Union Station)
- 1950: Dear Brat
- 1951: Beichte eines Arztes – Die erste Legion (The First Legion)
- 1951: Die größte Schau der Welt (The Greatest Show on Earth)
- 1952: Terror am Rio Grande (Denver and Rio Grande)
- 1952: Herrin der Gesetzlosen (Hurricane Smith)
- 1953: All meine Sehnsucht (All I Desire)
- 1953: Geknechtet (The Vanquished)
- 1953: Der große Aufstand (The Great Sioux Uprising)
- 1953: Strandgut (Forbidden)
- 1954: Carnival Story
- 1954: Adlerschwinge (Drums Across the River)
- 1954: Destry räumt auf (Destry)
- 1955: Der Seefuchs (The Sea Chase)
- 1956: Der weiße Reiter (The Lone Ranger)
- 1956: Schüsse peitschen durch die Nacht (Showdown at Abilene)
- 1957: Zwei rechnen ab (Gunfight at the O.K. Corral)
- 1960: Er kam, sah und siegte (Guns of the Timberland)
- 1965: Revolver diskutieren nicht (Town Tamer)
- 1966: Nevada Smith
- 1966: Sheriff Johnny Reno (Johnny Reno)
- 1966: Heiße Colts in harten Fäusten (Return of the Gunfighter)
- 1967: The Fastest Guitar Alive
- 1968: Auf der Jagd nach dem verlorenen Gold (Impasse)
- 1969: Herrscher der Insel (The Hawaiians)
- 1970: The Seven Minutes
- 1980: M Station: Hawaii (Fernsehfilm)